# Xã Upper Moreland, Quận Montgomery, Pennsylvania
Xã Upper Moreland (tiếng Anh: Upper Moreland Township) là một xã thuộc quận Montgomery, tiểu bang Pennsylvania, Hoa Kỳ. Năm 2010, dân số của xã này là 24.015 người.